# دکورتیکیشن
دکورتیکیشن (به انگلیسی: Decortication) یک روش جراحی در پزشکی است که شامل برداشتن لایه سطحی، غشاها یا پوشش فیبری یک اندام است. این عمل معمولاً زمانی انجام می‌شود که سطح ریه توسط لایه‌ای ضخیم و غیر ارتجاعی پوشاننده شده باشد. از نظر غیر پزشکی، در این روش لایه بیرونی پوست تجزیه می‌شود. همچنین ممکن است این روش در درمان لارنژیت مزمن نیز انجام شود. این درمان اصلی فیبروتوراکس است.

## روش
دکورتیکیشن تحت بیهوشی عمومی انجام می‌شود. این یک عمل وسیع قفسه سینه است که به‌طور سنتی نیاز به توراکوتومی کامل دارد. از اوایل دهه ۹۰ این روش به‌طور کلی با استفاده از توراکوسکوپی با حداقل درجه تهاجمی انجام می‌شود. تمام بافتهای فیبری از پوست پلور احشایی جدا می‌شوند و چرک بعد از فضای پلور تخلیه می‌شود. نمونه ای از این عمل: https://www.youtube.com/watch؟v=ftqV8jWZyYo

## موارد منع
به غیر از سلامت کلی بیماران، هیچ منعی وجود ندارد. در برخی از بیماران مبتلا به بیماری ریوی، ریه بعد از برداشتن پوست پلور گسترش نمی‌یابد و این عمل را بیهوده می‌کند. بیماریهای دیگری که باعث بیهودگی می‌شوند باریک شدن و تنگی مجاری هوایی و عفونت پلور کنترل نشده‌است. با این شرایط، ریه برای پر کردن فضای قفسه سینه گسترش نمی‌یابد. جراحی بزرگی به نام پلوروپنومونکتومی می‌تواند تنها گزینه موجود باشد، اما تنها در صورتی که صبر کافی شده باشد و بیمار تحمل یک جراحی سنگین را داشته باشد. پلوروپنومونکتومی یک جراحی بزرگ با مرگ و میر بسیار بالا و تهاجم زیاد است.